# فرانسیس ووگان فستینگ
فرانسیس ووگان فستینگ (انگلیسی: Francis Festing; ۲۸ اوت ۱۹۰۲ – ۳ اوت ۱۹۷۶) فرمانده نظامی اهل بریتانیا بود. وی برندهٔ جوایزی همچون نشان حمام و نشان امپراتوری بریتانیا شده‌است. او دوره‌ای رئیس ستاد کل بریتانیا بود.
او یک افسر ارشد ارتش بریتانیا بود. مهم‌ترین سمت‌های او عبارت بودند از: فرمانده نیروهای بریتانیایی در هنگ کنگ (۱۹۴۵-۱۹۴۶ و ۱۹۴۹)، فرمانده کل نیروهای بریتانیایی در مصر (۱۹۵۲)، فرماندهی شرقی (۱۹۵۴)، فرمانده کل نیروهای زمینی خاور دور (۱۹۵۶) و رئیس ستاد کل امپراتوری (۱۹۵۸-۱۹۶۱). او در جنگ جهانی دوم به طور فعال خدمت کرد و نقش برجسته‌ای در عملیات زره‌پوش (نبرد ماداگاسکار) و حمله آراکان به برمه ایفا کرد و بعدها به دولت بریتانیا در مورد پایان دادن به خدمت اجباری و کاهش اندازه ارتش به پانزده گردان مشاوره داد.